# Prolétaires armés pour le communisme
Pour les articles homonymes, voir PAC.
Les Prolétaires armés pour le communisme (PAC, italien : Proletari Armati per il Comunismo) est un groupe italien d'extrême gauche actif à la fin des années 1970 et à l'origine de plusieurs attentats et assassinats durant les années de plomb. Il est classé comme groupe terroriste par les autorités italiennes,,.

## Historique
Fondé en 1976, dissous en 1979, c'était un des nombreux groupes armés issus de l'opéraïsme italien (Autonomia Operaia). Contrairement aux Brigades rouges, il s'agissait d'une entité peu structurée, à organisation dite « horizontale ». Selon cette organisation, chaque noyau pouvait se constituer indépendamment, mener des actions indépendantes et les revendiquer en tant que PAC.
La plupart des membres étaient de jeunes ouvriers, venaient ensuite les chômeurs et les enseignants ; les enquêtes policières sur les PAC dénombrèrent au moins soixante personnes,, en Lombardie et Vénétie.
Les dirigeants étaient Sebastiano Masala, Arrigo Cavallina (it) (considéré comme l’idéologue), Giuseppe Memeo, Pietro Mutti (cofondateur). Un autre chef fut Diego Giacomin (chef de l’aile vénitienne). Cesare Battisti fut l'un de ses membres les plus connus : il indique dans sa biographie avoir fait partie du mouvement de 1977 à 1978.

## Actions

### Autonomie ouvrière italienne
Les principes de l'Autonomie ouvrière italienne étaient que l'ensemble des ouvriers et autres travailleurs du bas de l'échelle constituait un corps social non représenté politiquement et exploité par les classes dirigeantes, et qu'il fallait organiser une sorte de « contre-pouvoir » basée sur la démocratie directe, l'auto-organisation. Dans ce contexte, ils n'hésitaient pas à définir leur propre « légalité » pour justifier leurs actions pouvant aller jusqu'à la violence.

### Actions des PAC
Les premières actions sont des appuis aux revendications ouvrières comme l'attaque où ils ont blessé le médecin de l'INAM Diego Fava, et le sabotage à l'établissement Alfa Romeo de Milan. Mais sur l'ensemble, les PAC ont commis des braquages (au moins une soixantaine) ; ce qu'ils appelaient « illégalité diffuse » : des « expropriations » (banques, supermarchés), des représailles contre les entreprises qui organisaient du travail au noir ou ceux qui maltraitaient des détenus, ou ceux qui pratiquaient l'auto-défense. Leurs actions allaient rarement jusqu'à blesser ou tuer, malgré quatre exceptions notables : quatre meurtres ont été revendiqués par les PAC. Ces meurtres étaient commis par mesure de « rétorsion ».

### Les quatre homicides
- Le 6 juin 1978 à Udine : Antonio Santoro, gardien de prison. Il était accusé d'avoir malmené un détenu membre des PAC[9].
- Le 16 février 1979 à Milan : le bijoutier Pierluigi Torregiani devant sa bijouterie.

Torregiani avait tué, le 22 janvier 1979, avec une personne de sa connaissance elle aussi armée, un des deux braqueurs (Orazio Daidone) qui avaient pris d'assaut le restaurant Il Transatlantico où il dînait en compagnie de plusieurs personnes. Un client, Vincenzo Consoli, mourut dans la fusillade, un autre fut blessé,.
Lors de la fusillade contre Torregiani, une balle perdue tirée par lui-même atteint son fils adoptif Alberto (treize ans) qui resta paraplégique. Les quatre tireurs, Gabriele Grimaldi, Giuseppe Memeo, Sebastiano Masala et Sante Fatone, ont été identifiés et condamnés en 1981,.
- Le 16 février 1979 (le même jour) à Caltana Santa Maria de Sala (petite ville de Vénétie, près de Mestre) : le boucher Lino Sabbadin, membre du parti néofasciste MSI, fut tué par Pietro Mutti et Diego Giacomin[10],[11].

- Le 19 avril 1979 à Milan : Andrea Campagna, policier, a été tué par un couple inconnu. Il avait participé à l'enquête sur le bijoutier de Milan[9], et était accusé par les PAC d'avoir torturé des prisonniers.

Torregiani et Sabbadin étaient des personnes qui, au cours d'un braquage, s'étaient défendues ou avaient tué leurs agresseurs. Les deux assassinats avaient été organisés le même jour et revendiqués ensemble pour rendre plus spectaculaire la leçon que les PAC voulaient donner à ceux qui « auraient dû laisser agir les prolétaires contraints à voler pour survivre ».
À partir de 1982, à la suite de l'arrestation de Pietro Mutti, Cesare Battisti est impliqué dans l'enquête sur les meurtres de Santoro et Campagna (et de Torregiani et Sabbadin en tant que complice). Il est condamné par contumace en 1988, puis 1993, mais il nie sa participation. Au nom d'Interpol, il a été arrêté en Bolivie en 2019, et il est arrivé en Italie le 14 janvier 2019,.

### Ouvrages
- (it) Laura Grimaldi, Processo all’istruttoria, Milano Libri, s.l., 1981
- Comité lyonnais de soutien à Cesare Battisti (collectif), Cesare Battisti face au marchandage, Jean-Paul Rocher, Lyon, 2 septembre 2004, 88 p.  (ISBN 2-911361-69-5)
- (it) Arrigo Cavallina, La Piccola Tenda d'Azzurro, s.l., avril 2005
- Cesare Battisti (Préface de Bernard-Henri Lévy, postface de Fred Vargas), Ma Cavale, Grasset/Rivages, France, 27 avril 2006, 376 p.  (ISBN 2-246-70851-6) [présentation en ligne]

### Articles de presse
- Hugues Le Paige, « Autour de l’affaire Battisti L'imposture intellectuelle » [lire en ligne], dans Politique, s.l., mensuel, juin 2004
- Armando Spataro, Procureur adjoint de Milan (propos recueillis par la correspondante à Rome Vanja Luksic, traduction ?), « La culpabilité de Battisti repose sur des preuves » [lire en ligne], dans L'Express, s.l. [présentation en ligne], 15 mars 2004
- Fred Vargas, « Et si Battisti était vraiment innocent ? » [présentation en ligne] [lire en ligne], dans édition du 14 novembre 2004 Le Monde, s.l., quotidien, 13 novembre 2004
- Fred Vargas, « Cesare Battisti : À la recherche de la justice perdue » [lire en ligne], dans La Règle du Jeu, s.l., no 30, janvier 2006